# Triodopsis
Triodopsis é um género de gastrópode  da família Polygyridae.
Este género contém as seguintes espécies:
- Triodopsis hopetonensis (Shuttleworth, 1852)
- Triodopsis occidentalis (Pilsbry & Ferriss, 1894)
- Triodopsis platysayoides (Brooks, 1933)
- Triodopsis tridentata (Say, 1816)